# Eruguera d'Abbott
L'eruguera d'Abbott (Celebesica abbotti) és una espècie d'ocell de la família dels campefàgids (Campephagidae) i única espècie del gènere Celebesica (Strand, 1928). Habita els boscos de les muntanyes del nord, nord-est, centre i sud-oest de Sulawesi.